# 摩泽尔河畔尚佩
摩澤爾河畔尚佩（法語：Champey-sur-Moselle，法語發音：[ʃɑ̃pɛ syʁ mɔzɛl]）是法国默尔特-摩泽尔省的一个市镇，属于南锡区。

## 地理
摩泽尔河畔尚佩（48°57'26"N, 6°3'28"E）面积2.42 平方千米，位于法国大東部大區默尔特-摩泽尔省，该省份为法国东北部内陆省份，是洛林的一部分，北邻比利时、卢森堡，北起顺时针与摩泽尔省、下莱茵省、孚日省和默兹省接壤。
与摩泽尔河畔尚佩接壤的市镇（或旧市镇、城区）包括：洛里-马尔迪尼、布克西耶尔-苏弗鲁瓦蒙、蓬塔穆松、旺迪耶尔、维通维尔。

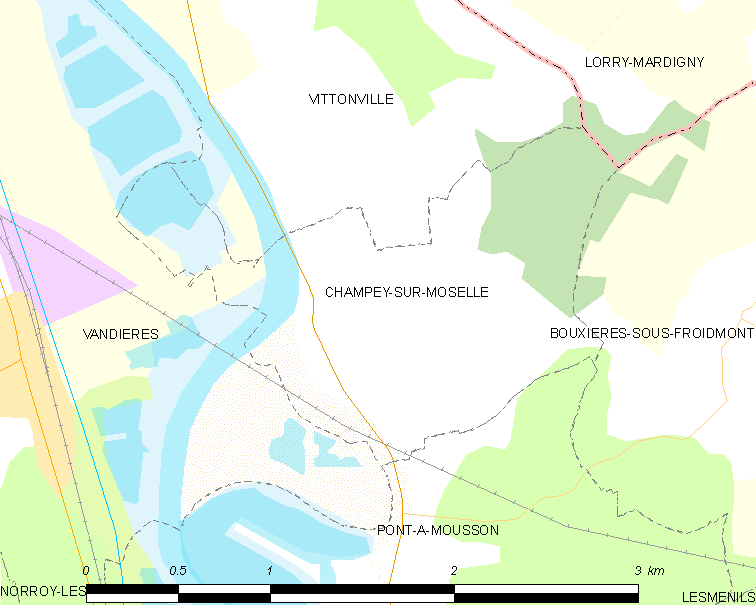
摩泽尔河畔尚佩的OSM定位图

摩泽尔河畔尚佩的时区为UTC+01:00、UTC+02:00（夏令时）。

## 行政
摩泽尔河畔尚佩的邮政编码为54700，INSEE市镇编码为54114。

## 政治
摩泽尔河畔尚佩所属的省级选区为蓬塔穆松县。

## 人口

1962-2008年间摩泽尔河畔尚佩人口变化图示

摩泽尔河畔尚佩于2022年1月1日时的人口数量为316人。